# Alexis Minotis
Alexis Minotis (griechisch Αλέξης Μινωτής), auch Alexis Minotakis (Αλέξης Μινωτάκης; * 8. August 1898 oder 1900 in Chania; † 11. November 1990 in Athen), war ein griechischer Theater- und Filmschauspieler, Regisseur sowie Leiter des Nationaltheaters in Athen.

## Leben und Karriere
Alexis Minotakis wurde als drittes von zehn Kindern eines Industriekaufmannes in Chania auf Kreta geboren. Als er mit zwölf Jahren sein erstes Theaterstück sah, entschied er sich, gegen die kaufmännische Familientradition, Schauspieler zu werden. Nach dem Ende seines Militärdienstes schloss Minotakis sich 1925 einer Schauspieltruppe in Athen an. Dort lernte er ebenfalls seine zukünftige Ehefrau, die später oscarprämierte Schauspielerin Katina Paxinou, kennen. Das Paar heiratete im Jahre 1940 und beide wurden Mitglieder des Nationaltheaters in Athen. Am Nationaltheater entwickelte sich Minotakis zu einem der angesehensten und erfolgreichsten griechischen Theaterschauspieler seiner Generation. Insbesondere durch seine Darstellung des Ödipus aus den klassischen griechischen Tragödien erreichte er auch international Anerkennung. Mit einer Theaterproduktion des Ödipus reiste er durch ein halbes Dutzend Länder, darunter auch zum Broadway. Neben den klassischen griechischen Tragödien spielte er aber auch in Stücken von William Shakespeare über Henrik Ibsen bis Bertolt Brecht und Samuel Beckett. Als seine Partnerin in den Theaterstücken fungierte häufig seine Ehefrau Paxinou.
Als Filmdarsteller spielte Minotakis in nur sieben Kinofilmen mit, darunter in nur einem griechischen. Zu seinen wenigen Filmen gehören hochkarätige Produktionen wie Alfred Hitchcocks Thriller Berüchtigt (1946), in dem Minotakis den beflissenen Butler eines Nazi-Sympathisanten (Claude Rains) und seiner Frau (Ingrid Bergman) spielte, und Howard Hawks’ Monumentalfilm Land der Pharaonen (1955), in dem er den Hohepriester darstellte. In den 70er- und 80er-Jahren entstanden Fernsehversionen griechischer Dramen u. a. von Sophokles, Euripides und Aischylos im Rahmen der Fernsehreihe To theatro tis Defteras mit Minotakis in den Hauptrollen; hier fungierte er mitunter auch als Regisseur.
Alexis Minotakis war nach seiner Rückkehr nach Griechenland in den 1950er-Jahren fast vier Jahrzehnte Direktor, Darsteller und Regisseur des Griechischen Nationaltheaters. Außerdem arbeitete er als Übersetzer moderner englischsprachiger Theaterstücke u. a. von Robert E. Sherwood und Eugene O’Neill.
Seine Frau starb 1973 an einer Krebserkrankung, er selbst starb 1990 mit 90 oder 92 Jahren in einem Athener Krankenhaus an einem Herzinfarkt.

## Filmografie
Als Schauspieler
- 1930: Gia tin agapi tis
- 1946: Berüchtigt (Notorious)
- 1946: The Chase
- 1949: Die Herrin von Atlantis (Siren of Atlantis)
- 1950: Unter Geheimbefehl (Panic in the Streets)
- 1955: Land der Pharaonen (Land of the Pharaos)
- 1957: Der Knabe auf dem Delphin (Boy on a Dolphin)
- 1976: Oidipous epi Kolono (Fernsehverfilmung des To theatro tis Defteras)
- 1981: Filoktitis (Fernsehverfilmung des To theatro tis Defteras)

Als Regisseur
- 1965: Medea (Fernsehfilm)
- 1976: Oidipous epi Kolono (Fernsehfilm)
- 1981: Filoktitis (Fernsehfilm)